# Оптическая нейропатия
Зрительный нерв содержит аксоны нервных клеток, которые образуют сетчатку, покидают глаз сквозь диск зрительного нерва, и следуют к зрительной коре, где входящие сигналы от глаз перерабатывается в изображение. Всего существует 1,2 миллиона волокон зрительного нерва, которые выходят из ганглионарных клеток внутренней сетчатки.  Оптическая нейропатия — повреждение зрительного нерва по какой-либо причине. Повреждение и гибель этих нервных клеток, или нейронов, приводит к характерных особенностям оптической нейропатии. Основным симптомом является потеря цветового зрения. При медицинском обследовании зрительного нерва, оптическая нейропатия может быть визуализирована с помощью офтальмоскопа. Бледный диск характерен для давней оптической невропатии. Во многих случаях только один глаз влияет и пациенты могут не знать о потере цветового зрения, пока врач не попросит их закрыть здоровый глаз.
Оптическую нейропатию часто называют  атрофией зрительного нерва, чтобы описать потерю некоторых или большинства из волокон зрительного нерва. В медицине «атрофия» обычно означает «сморщенная, но способная к отрастанию», поэтому использование термина «атрофия зрительного нерва» в качестве патологического несколько вводит в заблуждение, и вместо этого следует использовать термин «оптическая нейропатия».
Короче говоря, атрофия зрительного нерва является конечным результатом какого-либо заболевания, которое повреждает нервные клетки в любом месте между ганглиозными клетками сетчатки и латеральным коленчатым телом (передняя часть зрительной системы).

## Причины

### Ишемическая оптическая нейропатия
Ишемическая оптическая невропатия — недостаточное поступление крови (ишемия) к зрительному нерву. Передняя часть зрительного нерва получает питание от короткой артерии задних цилиарных артерий сосудистой оболочки глаза, в то время как ретробульбарный зрительный нерв питается из внутриорбитальных пиальных сплетений, которые выходят из глазной артерии, внутренней сонной артерии, передней мозговой артерии и передней коммуникационной артерии. Ишемическая оптическая нейропатия классифицируются на основе местоположения повреждений и причины снижения кровотока, если они известны.
- Передняя ишемическая нейропатия зрительного нерва (AION) включает в себя заболевания, которые влияют на головку зрительного нерва и вызывают отёк диска зрительного нерва. Эти заболевания часто приводят к внезапной и быстрой потере зрения в одном глазу. Воспалительные заболевания кровеносных сосудов, как гигантский артериит, узелковый полиартериит, синдром Churg-Strauss, гранулёматоз Вегенера, ревматоидный артрит может вызвать артериальную AIONs (AAION). Подавляющее большинство AIONs являются неартериальными AIONs (NAION). Наиболее распространенная острая оптическая нейропатия наблюдается у больных старше 50 лет, NAION имеет годовую заболеваемость 2.3-10.2 / 100000. NAION представляет собой безболезненную потерю зрения, часто при пробуждении, что происходит в течение времени от нескольких часов до нескольких дней. Большинство пациентов теряют нижнюю половину поля зрения (теряются низкие объекты), хотя потери высоких объектов также является обычным явлением. Патофизиология NAION неизвестна, но она связана с плохой циркуляцией в головке зрительного нерва. NAION часто ассоциируется с сахарным диабетом, повышенным внутриглазным давлением (острой глаукомой, хирургией глаза), высоким уровнем холестерина, состоянием гиперкоагуляции, падением артериального давления (кровотечение, остановка сердца, периоперационные, особенно сердечные и позвоночные процедуры), и апноэ сна. Редко, амиодарон, интерферон-альфа, и эректильные дисфункции препаратов, связаны с этой болезнью.
- Задняя ишемическая оптическая нейропатия является синдромом внезапной потери зрения с оптической нейропатией без первоначального отёка диска с последующим развитием атрофии зрительного нерва. Это может произойти у пациентов, которые предрасположены к AAION и NAION, как описано выше, а также тех, у кого была хирургия сердца и позвоночника или серьезные эпизоды гипотонии.
- Радиационная оптическая нейропатия (RON) также считается из-за ишемии зрительного нерва, которая происходит в период от 3 месяцев до 8 лет и более после лучевой терапии мозга и орбиты. Это происходит чаще всего спустя около 1,5 лет после лечения и приводит к необратимой и тяжёлой потери зрения, которая также может быть связана с повреждением сетчатки (лучевая ретинопатия). Считается, что это может быть из-за повреждения при разделении глиальных и сосудистых эндотелиальных клеток. RON может представлять собой временную потерю зрения с последующей острой безболезненной потерей зрения через несколько недель в одном или обоих глазах. Риск RON значительно увеличивается при дозах облучения свыше 50 Gy.
- Существует также некоторые свидетельства того, что лечение интерфероном (пегилированного интерфероном с рибавирином) вируса гепатита C может привести к оптической невропатии.[3]

### Неврит зрительного нерва
Неврит это воспаление глазного нерва, которое связано с отёком и разрушением миелиновой оболочки, покрывающей зрительный нерв. Чаще всего ему подвержены молодые люди, как правило, женщины. Поражение зрительного нерва обычно одностороннее. Симптомы неврита зрительного нерва в пораженном глазе включают боль при движении глаз, внезапную потерю зрения и снижение цветового зрения (особенно красного). Неврит зрительного нерва, в сочетании с наличием нескольких демиелинизированных повреждений белого вещества головного мозга на МРТ, вынуждает подозревать рассеянный склероз.
В некоторых случаях клинические курсы возможны для неврита зрительного нерва. Эти случаи могут быть классифицированы как: одиночный изолированной неврит зрительного нерва (SION), рецидивирующий изолированный неврит зрительного нерва (RION), хроническая рецидивирующая воспалительная оптическая нейропатия (CRION), оптиконевромиелитический (NMO) беспорядок спектра, рассеянный склероз, связанный с невритом зрительного нерва (MSON) и неклассифицированные формы неврита зрительного нерва (UCON).
Медицинское обследование зрительного нерва с офтальмоскопом может выявить гиперемию зрительного нерва, нечеткость его границ, заполнение физиологической экскавации экссудатом, однако он может также выглядеть нормальным. Наличие дефекта афферентности зрачка, снижение цветового зрения и потеря части поля зрения (часто центральной), указывает на неврит зрительного нерва. Восстановление зрительной функции ожидается в течение 10 недель. Тем не менее, атаки могут привести к постоянной потере аксонов и истончению слоя нервных волокон сетчатки.

### Сжатие зрительного нерва
Опухоли, инфекции и воспалительные процессы могут вызвать повреждения в орбите и, реже, зрительного канала. Эти повреждения могут сжимать зрительный нерв, результатом чего является отёк зрительного диска и прогрессирующая потеря зрения. Причастные орбитальные расстройства включают оптические глиомы, менингиомы, гемангиомы, лимфангиомы, дермоидные кисты, карцинома, лимфома, множественная миелома, воспалительный орбитальный псевдотумор и офтальмопатию щитовидной железы. У пациентов часто выпученные глаза (Экзофтальм) с небольшим дефицитом цвета и почти нормальным зрением с опухшим диском.

### Инфильтративная оптическая нейропатия
Проникновение в зрительный нерв возможно с помощью различных процессов, в том числе опухолей, воспалений и инфекций. Опухоли, которые могут проникнуть в зрительный нерв могут быть первичными (оптические глиомы, капиллярные гемангиомы, кавернозные и гемангиомы) или вторичными (метастатические карциномы, карцинома носоглотки, лимфома, лейкоз и т. д.). Наиболее распространенным воспалительным заболеванием, которое проникает в зрительный нерв, является саркоидоз. Условно-патогенные грибы, вирусы и бактерии могут также проникнуть в зрительный нерв. Зрительный нерв может быть расширен, если проникновение происходит в проксимальной части нерва. Вид нерва при рассмотрении зависит от пораженной части нерва.

### Травматическая оптическая нейропатия
Зрительный нерв может быть поврежден при воздействии прямой или косвенной травмы. Прямая травма зрительного нерва вызывается травмой головы или орбиты, которую пересекают обычные плоские ткани, и нарушает анатомию и функцию зрительного нерва; например, пуля или щипцы физически повреждают зрительный нерв. Косвенные повреждения, как тупая травма лба во время дорожно-транспортного происшествия, передает усилие зрительному нерву, не нарушая слоев ткани. Этот тип силы передает зрительному нерву избыточную энергию в момент удара. Наиболее частой локализацией повреждения зрительного нерва является интраканалисулярная часть нерва. Травмы от резкого торможения транспортного средства или велосипедных аварий приходится от 17 до 63 процентов всех случаев. Падение также обычное дело, и оптическая нейропатия чаще всего происходит, когда есть потеря сознания, связанного с мульти-системными и серьезной черепно-мозговой травмами. У менее трёх процентов пациентов с орбитальными кровоизлияниями после инъекций за глазом (ретробульбарное блокада) может привести к травме зрительного нерва, но это легко управляемо, если это не связано с прямым повреждением зрительного нерва и выявлено достаточно рано. Роль высоких доз стероидов и орбитальной декомпрессии в лечении этих пациентов является спорной, и, если вводить, то это должно быть сделано в самое ближайшее время после травмы с минимальными последствиями. У пациентов с орбитальным переломом, рвотой или насморком это может форсировать воздух в орбиту и, возможно, подвергнуть риску целостность зрительного нерва.

### Митохондриальная оптическая нейропатия
Митохондрии играют центральную роль в поддержании жизненного цикла ганглиозных клеток сетчатки из-за их высокой энергетической зависимости. Митохондрии сделаны в центральной сомате ганглиозных клеток сетчатки, транспортируются вниз аксонами, и распространяются, где они необходимы. Генетические мутации в митохондриальной ДНК, витамины истощения, злоупотребление алкоголем и табаком, а также использование некоторых лекарств может вызвать расстройства в эффективном транспорте митохондрий, которые могут вызвать первичную или вторичную оптической нейропатию.

### Пищевые оптические нейропатии
Присутствие у пациента пищевых нейропатий зрительного нерва могут быть очевидным свидетельством недостаточного питания (потери веса и истощения). Месяцы истощения, как правило, необходимы чтобы исчерпать большинство питательных веществ. Голодающие пациенты часто страдают от многих недостатков витаминов и питательных веществ и имеют низкие уровни белка в сыворотке крови. Тем не менее, невропатию зрительного нерва связанную с злокачественной анемией и дефицитом витамина B12, можно даже увидеть у хорошо питающихся особей. Шунтирование желудка может также вызвать дефицит витамина B12 от плохого всасывания.
Пациенты, которые страдают от пищевой нейропатии зрительного нерва могут заметить, что цвета стали не такими яркими или светлыми, как прежде, и что красный цвет вымывается. Это обычно происходит в обоих глазах одновременно и не связано с какой-либо глазной болью. Они могут изначально заметить размытость или туман, за которым следует снижение зрения. В то время как потеря зрения может быть быстрой, прогрессирование до слепоты является необычным. У этих пациентов, как правило, слепые пятна в центре их поля видения с сохраненной периферического зрения. В большинстве случаев, зрачки продолжают обычно реагировать на свет.
Дефицит питательных веществ влияют на весь организм, так боль или потеря чувствительности в руках и ногах (периферийная нейропатия) часто наблюдается у больных с пищевыми оптическими невропатиями. Была эпидемия пищевой нейропатии зрительного нерва среди пострадавших союзных военнопленных японцев во время Второй мировой войны. После четырех месяцев лишения пищи, у военнопленных появилась потеря зрения в обоих глазах, которая появились внезапно. Кроме того, были боли в конечностях и потеря слуха. Существует эндемическая тропическая нейропатия в Нигерии, что может быть связано с дефицитом питательных веществ, но это не было доказано.

### Токсические оптические нейропатии
Наиболее признанной причиной токсической нейропатии зрительного нерва является опьянение метанолом. Это может быть опасным для жизни событием, которое, как правило, случайно происходит, когда жертва принимает метанол вместо этилового спирта. Слепота может произойти у выпившего всего лишь унцию метанола, но это может быть нейтрализовано путём одновременного питья этилового спирта. Пациент изначально получает тошноту и рвоту, а затем симптомы респираторного дистресс-синдрома, головную боль и потерю зрения через 18-48 часов после потребления. Без лечения, пациенты могут ослепнуть, и их зрачки будут расширены и перестанут реагировать на свет.
- Этиленгликоль, компонент автомобильного антифриза, является ядом, который токсичен для всего тела, включая зрительный нерв. Потребление его может быть смертельным, или после восстановления может сохраниться постоянный неврологический и офтальмологический дефицит. В то время как потеря зрения не очень распространена, повышенное внутричерепное давление может вызвать двустороннюю опухоль диска зрительного нерва от отёка головного мозга. Ключ к разгадке причин опьянения — наличие кристаллов оксалата в моче. Как при интоксикации метанолом, лечение — потребление этанола.
- Этамбутол, препарат часто используется для лечения туберкулеза, печально известен как причина токсический оптической невропатии. Пациенты с потерей зрения из-за токсичности этамбутола теряют зрение на оба глаза в равной степени. Это изначально представляет проблему с цветами (дихроматопсия) и может оставить визуальные дефициты в центре. Если потеря зрения происходит при использовании этамбутола, было бы лучше прекратить прием этого препарата под наблюдением врача. Зрение может медленно улучшаться после прекращения приёма этамбутола, но редко возвращается к исходному уровню.
- Амиодарон является антиаритмическим лекарством, обычно используются для исправления сердечных ритмов (мерцательная или вентрикулярная тахиаритмия). Большинство пациентов от этого лекарства получили отложения эпителия роговицы, но этот препарат, также спорно, связывают с NAION. Пациенты, принимающие амиодарон, с новыми визуальными симптомами, должны показаться офтальмологу.
- Табак, как представляется, наиболее часто через курение сигар и трубок, может привести к оптической нейропатии. На среднего возраста или пожилых мужчин, она часто оказывает влияние и представляет собой как безболезненное, медленно прогрессирующее, искажение цвета и потеря зрения обоих глаз. Механизм неясен, но это, как сообщается, чаще встречается у лиц, которые уже страдают от недоедания.

### Наследственные оптические нейропатии
Унаследованные оптические нейропатии обычно проявляются как симметричная двусторонняя потеря центрального зрения. Повреждение зрительного нерва в большинстве унаследованных оптических нейропатий является постоянным и прогрессирующим.
- Наследственная оптическая нейропатия Лебера (LHON) является наиболее часто встречающейся митохондриальной болезнью, и это наследственная форма острой или почти острой потери зрения преимущественно поражает молодых мужчин. LHON обычно проявляется быстрой потерей зрения на один глаз с последующим привлечением второго глаза (обычно в течение нескольких месяцев). Острота зрения часто остается стабильной и низкой (около 20/200 и ниже) с остаточным дефектом центрального поля зрения. Пациенты с мутацией 14484/Nd6, скорее всего, имеют возможность восстановления зрения.[6]
- Доминантная атрофия зрительного нерва является доминантным заболеванием, аутосомно вызванным дефектом в ядре гена OPA1. Медленно прогрессирующая оптическая нейропатия, доминирующая атрофия зрительного нерва, как правило, появляются в первой декаде жизни и симметричны. Обследование этих пациентов показывает потерю остроты зрения, временную бледность диска зрительного нерва, мерцательную скотому с периферической недостаточностью, и слабыми нарушениями цветового зрения.
- Синдром Бера является редким аутосомно-рецессивным заболеванием, характеризующимся ранним началом атрофии зрительного нерва, атаксией и спастичностью.
- Синдром Berk-Tabatznik — условие, показывающее признаки небольшого роста и наследственной оптической атрофии. Это условие крайне редко.[7]